# Pic à nuque jaune
Chrysophlegma flavinucha
Espèce
Statut de conservation UICN

 LC  : Préoccupation mineure
Le Pic à nuque jaune (Chrysophlegma flavinucha) est une espèce d'oiseau de la famille des Picidae.

## Description

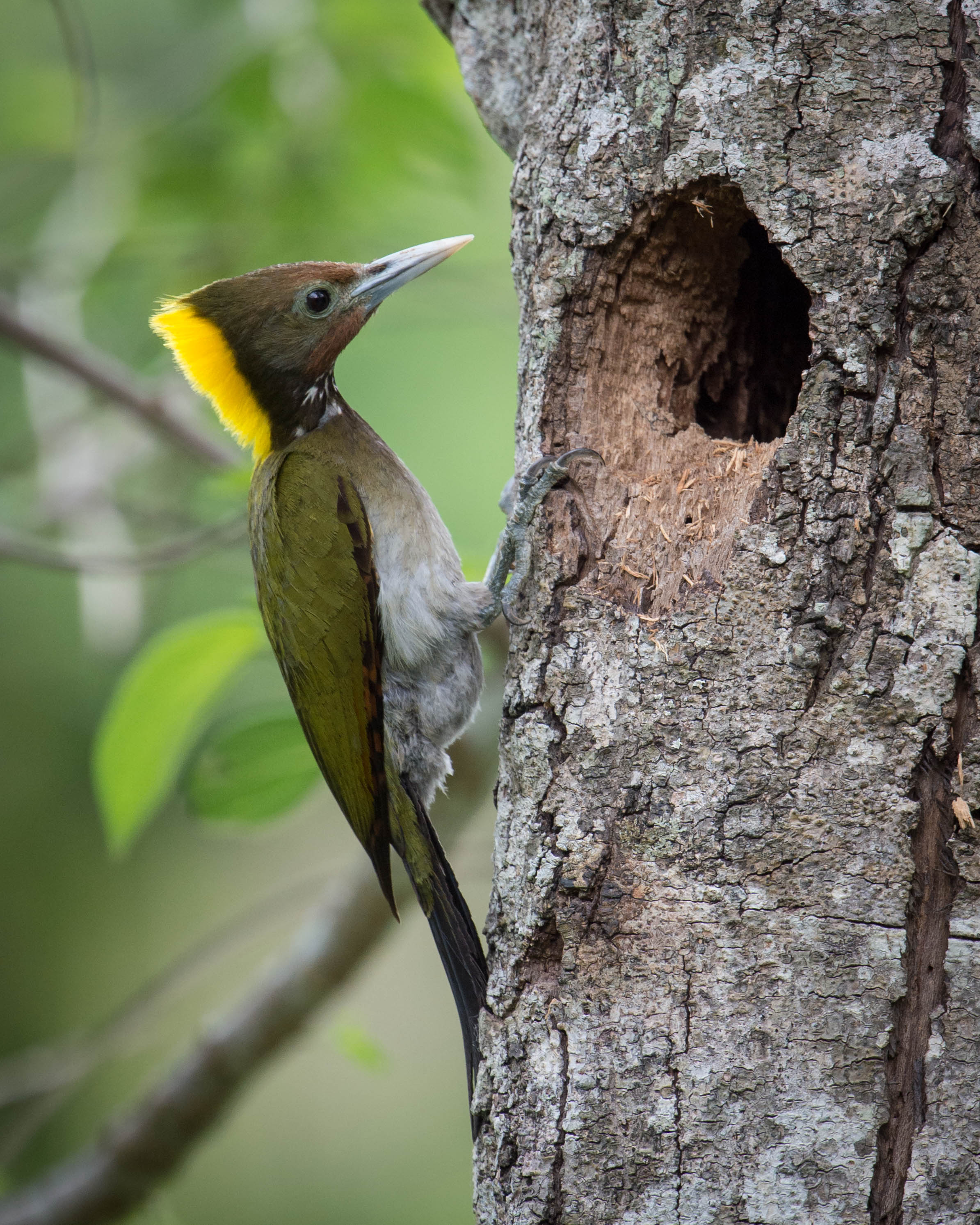
Chrysophlegma flavinucha

Le pic à nuque jaune mesure de 30 à 35 cm et pèse de 150 à 200 g.

## Habitat
Cet oiseau vit dans les zones tropicales d'Asie, dans les forêts de teck, les forêts ouvertes à grands arbres à feuilles caduques ou à feuilles persistantes, les forêts de chênes et de shoreas, les peuplements mixtes de pins et les bois en cours de régénération.
On le voit dans les clairières.
C'est une espèce des régions basses.

## Répartition et sous-espèces
Selon la classification de référence du Congrès ornithologique international (14.2, 2024) il se répartit en huit sous-espèces :
- Chrysophlegma flavinucha kumaonensis (Koelz, 1950) — centre de l'Himalaya;
- Chrysophlegma flavinucha flavinucha Gould, 1834 — du nord-est de l'Inde au nord-ouest du Viêt Nam ;
- Chrysophlegma flavinucha ricketti (Styan, 1898) — sud de la Chine et Tonkin ;
- Chrysophlegma flavinucha styani (Ogilvie-Grant, 1899) — Hainan et rives à proximité ;
- Chrysophlegma flavinucha pierrei Oustalet, 1889 — du sud de la Thaïlande au sud du Viêt Nam ;
- Chrysophlegma flavinucha wrayi (Sharpe, 1888) — péninsule Malaise
- Chrysophlegma flavinucha mystacalis (Salvadori, 1879) — Sumatra (centre/nord) ;
- Chrysophlegma flavinucha korinchi (Chasen, 1940) — Sumatra (sud).

## Nutrition
Le pic à nuque jaune est insectivore.
Il se nourrit principalement de fourmis et de termites, de larves de gros insectes (celles des coléoptères cerambycidés appelés capricornes ou longicornes).  
Il ingurgite parfois des scolopendres et des grenouilles arboricoles.
Il lui arrive de piller les nichées d'autres espèces cavernicoles.
Son menu est complété par des baies et des graines.

## Reproduction
La saison des amours a lieu en Inde de mars à juin, en Thaïlande et en Malaisie de janvier à avril et à Sumatra d'avril à mai.
Les deux parents creusent un nid dans un arbre à une hauteur de 3 à 6 mètres (parfois jusqu'à 15 mètres). Ils partagent toutes les tâches essentielles : construction du nid, incubation de 3 ou 4 œufs, alimentation et éducation des jeunes oisillons.

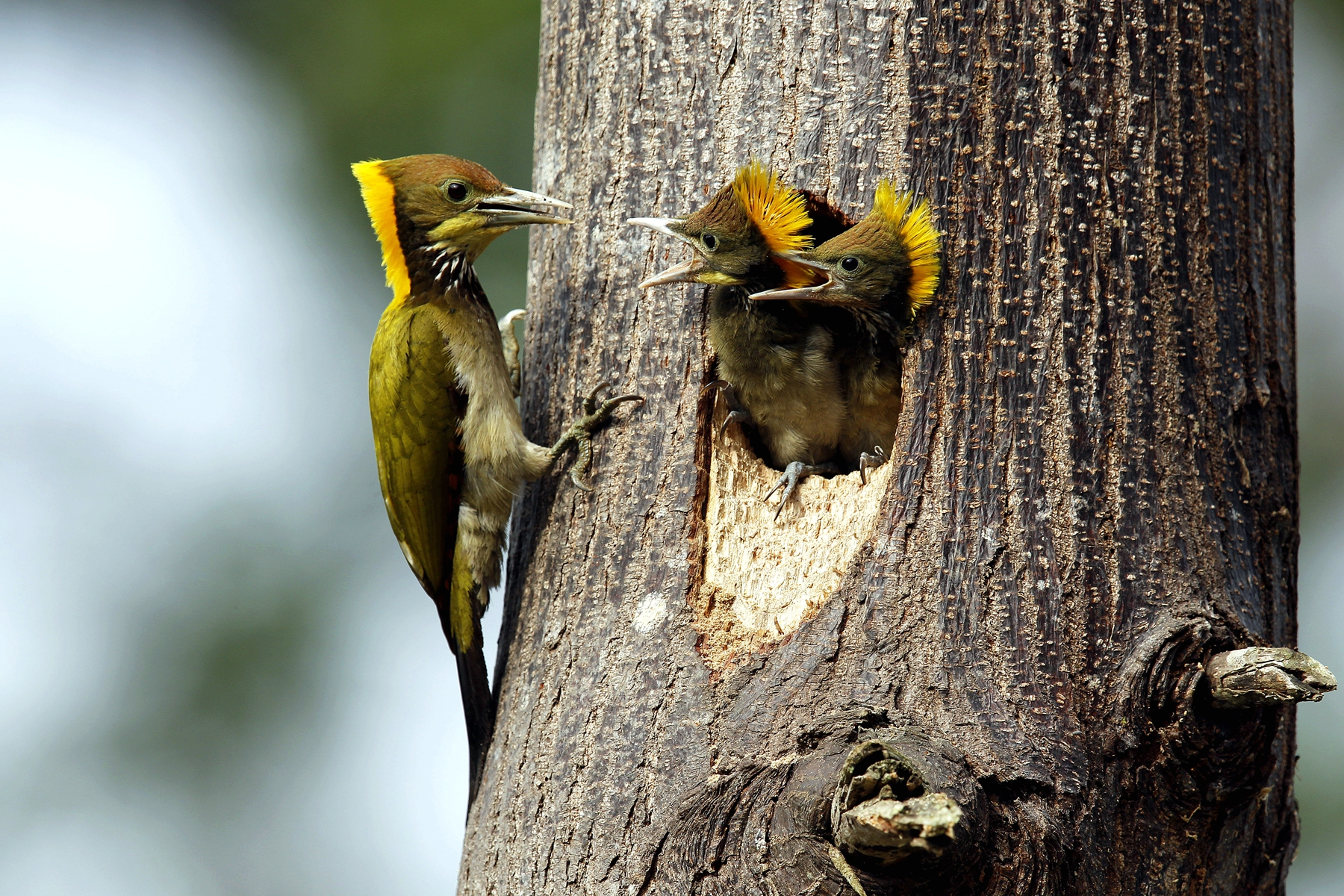
Nid de pic jaune avec un des parents et deux oisillons dans le parc national de Kaeng Krachan, Thaïlande